# 小早川幸二
小早川 幸二（こばやかわ こうじ、1970年12月1日 - ）は、広島県呉市出身の元プロ野球選手（投手）。株式会社K-アシスト代表取締役社長。

## 来歴・人物
西条農業高では、3年次に春の選抜に一塁手で出場、夏は県大会準々決勝で先発したが全国制覇することになる広島商業高に敗れた。
1988年オフにドラフト外で福岡ダイエーホークスに入団。
しかし、一軍出場がないまま1990年オフに広橋公寿との交換トレードで中日ドラゴンズに移籍。
移籍した中日でも一軍出場がないまま、1992年オフに松井隆昌との交換トレードで広島東洋カープに移籍。同姓の小早川毅彦がいたため、スコアボード等の表記は「小早川幸」となった。広島では、清川栄治の放出と石貫宏臣の故障により手薄となっていた左のリリーフとして活躍し、1996年には46試合に登板した。しかし、同年の終盤に起きたアキレス腱断裂がたたり、その後は成績が低迷。1998年は一軍出場がなく、同年オフに自由契約となり退団。
1999年、台湾に渡り台湾大聯盟の台中金剛に入団するも、左肘の故障もあり1試合のみの登板で解雇され、同年限りで引退。
引退後は、広島県で会社員をする傍ら、社会人野球・クラブチームの広島鯉城クラブに在籍した。
現在は、通信・電気・建設・土木工事などを手がける会社「K-アシスト」の代表取締役社長を務めている。社員には、元読売ジャイアンツや広島東洋カープに在籍していた大須賀允もいた（その後別会社に転職）。

## 詳細情報

### 年度別投手成績
| 年 度     | 球 団     | 登 板 | 先 発 | 完 投 | 完 封 | 無 四 球 | 勝 利 | 敗 戦 | セ 丨 ブ | ホ 丨 ル ド | 勝 率 | 打 者 | 投 球 回 | 被 安 打 | 被 本 塁 打 | 与 四 球 | 敬 遠 | 与 死 球 | 奪 三 振 | 暴 投 | ボ 丨 ク | 失 点 | 自 責 点 | 防 御 率 | W H I P |
| --------- | --------- | ----- | ----- | ----- | ----- | -------- | ----- | ----- | -------- | ----------- | ----- | ----- | -------- | -------- | ----------- | -------- | ----- | -------- | -------- | ----- | -------- | ----- | -------- | -------- | ------- |
| 1993      | 広島      | 18    | 0     | 0     | 0     | 0        | 0     | 0     | 0        | --          | ----  | 66    | 13.0     | 15       | 0           | 9        | 0     | 3        | 6        | 0     | 0        | 14    | 10       | 6.92     | 1.85    |
| 1994      | 広島      | 1     | 0     | 0     | 0     | 0        | 0     | 0     | 0        | --          | ----  | 1     | 0.0      | 1        | 0           | 0        | 0     | 0        | 0        | 0     | 0        | 0     | 0        | ----     | ----    |
| 1995      | 広島      | 30    | 0     | 0     | 0     | 0        | 0     | 2     | 1        | --          | .000  | 59    | 13.0     | 12       | 1           | 9        | 0     | 0        | 10       | 1     | 1        | 12    | 10       | 6.92     | 1.62    |
| 1996      | 広島      | 46    | 0     | 0     | 0     | 0        | 0     | 0     | 1        | --          | ----  | 126   | 31.0     | 22       | 1           | 14       | 1     | 5        | 25       | 0     | 0        | 14    | 13       | 3.77     | 1.16    |
| 1997      | 広島      | 15    | 1     | 0     | 0     | 0        | 0     | 0     | 0        | --          | ----  | 44    | 9.0      | 10       | 3           | 8        | 0     | 1        | 4        | 0     | 0        | 11    | 11       | 11.00    | 2.00    |
| 通算：5年 | 通算：5年 | 110   | 1     | 0     | 0     | 0        | 0     | 2     | 2        | --          | .000  | 296   | 66.0     | 60       | 5           | 40       | 1     | 9        | 45       | 1     | 1        | 51    | 44       | 6.00     | 1.52    |

### 記録
- 初登板：1993年4月14日、対横浜ベイスターズ2回戦（横浜スタジアム）、9回裏に3番手で救援登板、1/3回無失点
- 初奪三振：同上、9回裏に鴻野淳基から
- 初セーブ：1995年5月28日、対読売ジャイアンツ7回戦（広島市民球場）、9回表2死に4番手で救援登板・完了、1/3回無失点
- 初先発登板：1997年6月1日、対横浜ベイスターズ9回戦（福山市民球場）、1回1/3を4失点で勝敗つかず

その他の記録
- 通算最多登板未勝利：110 ※プロ野球記録

### 背番号
- 64 （1989年）
- 99 （1990年）
- 65 （1991年 - 1992年）
- 67 （1993年 - 1998年）
- 16 （1999年）